# Rilu Rilu Fairilu
Rilu Rilu Fairilu (リルリルフェアリル Riru Riru Feariru?)  es una franquicia de personajes creada en colaboración por Sanrio y Sega Sammy Holdings, ilustrada por el diseñador de personajes Ai Setani (KIRIMI-chan). Es la segunda franquicia de Sanrio que fue manejada por dos compañías, la primera es Jewelpet . La franquicia se lanzó oficialmente en diciembre de 2015.
Una adaptación de anime producida por Studio DEEN, titulada "Rilu Rilu Fairilu ~Yousei no Door~", se emitió en todas las estaciones de TXN en Japón desde el 6 de febrero de 2016 hasta el 25 de marzo de 2017. Una segunda temporada titulada "Rilu Rilu Fairilu ~Maho no Kagami~" comenzó a transmitirse desde el 7 de abril de 2017 hasta el 30 de marzo de 2018. Una tercera temporada titulada "Oshiete Mahou no Pendulum ~Rilu Rilu Fairilu~" comenzó a emitirse desde el 7 de julio de 2018 hasta el 5 de enero de 2019.

## Historia
En un extraño mundo mágico de Little Fairilu vive el Fairilus: pequeñas hadas mágicas que representan flores, insectos y otras entidades que nacen de la Semilla de Fairilu. Cada Fairilu nace con su propia llave, la Clave Fairilu, que puede abrir puertas mágicas, lanzar hechizos mágicos. Si el Fairilu encuentra la puerta correcta, finalmente puede convertirse en un hada de pleno derecho. Las puertas también enlazan con el mundo humano. Fairilus debe estudiar e ir a la escuela para aprender sobre el mundo en el que viven y conocer nuevos amigos. 

### 1.ª y 2.ª serie
La serie de anime se centra en Lip, una recién nacida Flower Fairilu y sus amigas en Little Fairlu. La serie sigue la vida general de Lip en Little Fairilu mientras hace nuevos amigos y aprende de todo lo que la rodea, creciendo día tras día. También cuenta sobre las aventuras de los amigos de Fairilu en el mundo humano, donde pueden conocer a sus compañeros humanos que apoyan sus sueños y están dispuestos a ayudarse mutuamente a cumplirlos. 

### 3.ª serie
El anime habla de una niña llamada Arisu Hanazono, quien por casualidad descubrió un péndulo y un libro mágico, convocando a Fairilus. Es una niña con muchas preocupaciones, pero al conocer a la amigable Fairilus y viajar a su mundo natal, Little Fairilu, tiene la oportunidad de resolver sus problemas y cambiarse a sí misma. 

## Personajes

### Flor de Fairilu
Lip (りっぷ Rippu?)
Seiyū: Yumiri Hanamori
Un tulipán rosa Fairilu. Llora con facilidad, pero tiene un corazón amable y no se rinde. Cuando estaba a punto de nacer de su Semilla Fairilu, no pudo abrir la Puerta de Nacimiento, pero Nozomu la alentó. Ella finalmente nació en el mundo. A partir de entonces, ella siempre piensa en él.
En la temporada 3, ella actúa como la hermana menor de Spica. También está enamorada de Drop (forma Fairilu de Nozomu, pero no es la misma persona de la temporada 1 y 2).
Himawari (ひまわり Himawari?)
Seiyū: Aya Uchida
Un girasol amarilla Fairilu. Es sencilla e inocente, pero alegre, brillante y llena de energía. Ella ama el sol Ella es buena para bailar y es popular entre todos.
Sumire (すみれ Sumire?)
Seiyū: Rina Hidaka
Un Fairilu violeta violeta. Ella es buena para pintar y le gustan las cosas hermosas que traen un poco de felicidad. Ella es extremadamente sensible. Su sueño es ser diseñadora de moda.
Rose (ローズ Rōzu?)
Seiyū: Aina Kusuda
Una rosa roja Fairilu. Ella es orgullosa, pero a veces puede ser un poco torpe. Ella es una trabajadora ardua. Al principio, veía a Lip como su rival y solía estar sola, pero con el esfuerzo de Lip, gradualmente se lleva bien con los demás.
En la temporada 3, ella es buena en el peinado y mezcla cosmética. Ella también está enamorada de Juli (forma de Yuuto's Fairilu, pero no es la misma persona de la temporada 1 y 2).
Rin (りん Rin?)
Seiyū: Satomi Satō
Una genciana celeste Fairilu. Ella es despreocupada y siempre tiene sueño. Ella nació un año más tarde que la otra generación de Fairilus of Lip. Su Fairilu Seed fue enviada accidentalmente al mundo humano y fue recogida y guardada por Karen. Ella, como Fairilu por nacer, alentaba constantemente a Karen, que estaba en un hospital. Finalmente, ella nació en el mundo con el aliento de Karen y se hace amiga de Lip y otros.
En la temporada 3, le gusta hacer perfumes, con la esperanza de crear perfumes que puedan apoyar los sentimientos de los demás.
Olive (オリーブ Orību?)
Seiyū: Atsushi Abe
Un Fairilu de aceituna verde oliva.
Dante (ダンテ Dante?)
Seiyū: Megumi Toyoguchi
Un diente de león de Fairilu.
Suzu (すず Suzu?)  y Ran (らん Ran?)
Seiyū: Rina Hidaka
Un par de lirios del valle gemelos de Fairilu.
Ajisai (あじさい Ajisai?)
Seiyū: Misaki Kuno
Una hortensia de Fairilu.
Sakura (さくら Sakura?)
Seiyū: Hitomi Ōwada
Una flor de cerezo de Fairilu.
Higan (ひがん Higan?)
Seiyū: Yusuke Shirai
Una araña roja lily fairilu.
Kasumi (かすみ Kasumi?)
Seiyū: Yuto Suzuki
Un Gypsophila paniculata de Fairilu.
Azami (アザミ Azami?)
Seiyū: Yuka Nishigaki
Un cardo de Fairilu.
Dahlia (ダリア Daria?)
Seiyū: Saki Ogasawara
Una dalia de Fairilu.
Jasmine (ジャスミン Jasumin?)
Seiyū: Miho Wataya
Un jazmín de Fairilu.
Gerbera (ガーベラ Gābera?)
Seiyū: Satomi Satō
Una gerbera de Fairilu.
Spica (スピカ Supika?)
Seiyū : Ari Ozawa
Una estrella púrpura de Fairilu.

### Sirena de Fairilu
Akoya (あこや Akoya?)
Seiyū: Megumi Toyoguchi
Una sirena Fairilu, con su nombre, proviene de la perla Akoya .
Sango (サンゴ Sango?)
Seiyū: Chiaki Shimogama
Una sirena Fairilu, con su nombre, proviene del coral .
Wakame (わかめ Wakame?)
Seiyū: Hitomi Ōwada
Una sirena Fairilu, con su nombre proviene de algas .
Fish (フィッシュ Fisshu?)
Seiyū: Atsushi Abe
Una sirena Fairilu, con su nombre, proviene de peces .
Mesh (メッシュ Messhu?)
Seiyū: Yusuke Shirai
Una sirena de Fairilu.
Ruka (ルカ Ruka?)
Seiyū: Aina Kusuda
Una sirena de Fairilu.
Misty (ミスティ Misuti?)
Seiyū: Yuka Nishigaki
Una sirena de Fairilu.
Pen (ぺん Pen?)
Seiyū: Yuto Suzuki
Una sirena de Fairilu.

### Bichos de Fairilu
Kabuto (カブト Kabuto?)
Seiyū: Yui Watanabe
Un escarabajo rinoceronte Fairilu.
Kuwa (クワ Kuwa?)
Seiyū: Yui Watanabe
Un escarabajo de ciervo Fairilu.
Akiakane (アキアカネ Akiakane?)
Seiyū: Aya Uchida
Un dardo de otoño Fairilu.
Miruru (みるる Miruru?)
Seiyū: Yui Watanabe
Una abeja Fairilu.
Hotaru (ホタル Hotaru?)
Seiyū: Misaki Kuno
Una luciérnaga Fairilu.
Shiro (シロ Shiro?)
Seiyū: Atsushi Abe
Un pequeño repollo blanco de Fairilu.
Kamakiri (カマキリ Kamakiri?)
Seiyū: Yusuke Shirai
Una mantis Fairilu.
Spider (スパイダー Supaidā?)
Seiyū: Chiaki Shimogama
Una araña de Fairilu.
Lady (レディ Redi?)
Seiyū: Saki Ogasawara
Una mariquita de Fairilu.
Shijimi (しじみ Shijimi?)
Seiyū: Tomoyo Kurosawa
Un Fairilu pálido azul hierba .
Goemon (ごえもん Goemon?)
Seiyū: Toshiki Masuda
Una cucaracha Fairilu.
Kintarou (きんたろう Kintarō?)
Seiyū: Yusuke Shirai
Una cucaracha Fairilu.
Bunta (ぶんた Bunta?)
Seiyū: Aina Kusuda
Una cucaracha Fairilu.
Rina (りな Rina?)
Seiyū: Tomoyo Kurosawa
Una cucaracha Fairilu.
Ageha (アゲハ Ageha?)
Seiyū: Yumiri Hanamori
Una mariposa cola de golondrina Fairilu.
Zemi (ゼミィ Zemī?)
Seiyū: Yusuke Shirai
Una gran cigarra marrón Fairilu.
Kirigiri (キリギリ Kirigiri?)
Seiyū: Toshiki Masuda
Un katydid Fairilu.
Otama (おタマ Otama?)
Seiyū: Mamiko Noto
Una joya del escarabajo de Fairilu.
Kaiko-chan (かいこちゃん Kaiko-chan?)
Seiyū: Mamiko Noto
Un silkmoth Fairilu.

### Seta de Fairilu
Noko (のこ Noko?)
Seiyū: Aya Uchida
Un hongo Fairilu.
Dot (ドット Dotto?)
Seiyū: Shirori Mizutani (T1) → Mamiko Noto (T2) → Rina Hidaka (T3)
Un hongo Fairilu.
Daké (ダケ Dake?)
Seiyū: Yui Watanabe
Un hongo Fairilu.
Benitengu (ベニテング Benitengu?)
Seiyū: Masahito Yabe
Un agárico de mosca Fairilu.
Yakou (ヤコウ Yakou?)
Seiyū: Yuto Suzuki
Un Mycena Chlorophos Fairilu.
Kinshi (きんし Kinshi?)
Seiyū: Atsushi Abe
Un hongo venenoso Fairilu, con su nombre proviene de hypha .
Houshi (ほうし Houshi?)
Seiyū: Yuto Suzuki
Un hongo venenoso Fairilu, con su nombre proviene de esporas .
Nameko (なめこ Nameko?)
Seiyū: Chitose Morinaga
Una seta de caramelo de Fairilu.

### Verduras de Fairilu
Carrot (キャロット Kyarotto?)
Seiyū: Hitomi Ōwada
Una zanahoria Fairilu.
Tomato (とまと Tomato?)
Seiyū: Misaki Kuno
Un tomate Fairilu.
Arti (アーティ Āti?)
Seiyū: Toshiki Masuda
Un Fairilu De Alcachofas .
Corn (コーン Kōn?)
Seiyū: Tomoyo Kurosawa
Un maíz bebé de Fairilu.
Cabbage (キャベツ Kyabetsu?)
Seiyū: Yuka Nishigaki
Un col de Fairilu.
Peas (ぴぃす Pīsu?)
Seiyū: Aya Uchida
A los guisantes verdes de Fairilu.
Danshaku (だんしゃく Danshaku?)
Seiyū: Toshiki Masuda
Un zapatero irlandés Fairilu.
Tama-chan (タマちゃん Tama-chan?)
Seiyū: Yusuke Shirai
Una cebolla Fairilu.
Broco (ブロコ Buroko?)
Seiyū: Kei Minegishi
Un brócoli fairilu.
Caulico (カリコ Kariko?)
Seiyū: Yusuke Shirai
Una coliflor de Fairilu.
Celery (セロリ Serori?)
Seiyū: Yuto Suzuki
Un Fairilu de apio .

### Tiempo de Fairilu
Sun (サン San?)
Seiyū: Toru Sakurai
Un sol Fairilu.
Amemi (あめみ Amemi?)
Seiyū: Chiaki Shimogama
Una lluvia de Fairilu.
Thunder (サンダー Sandā?)
Seiyū: Yuto Suzuki
Un trueno Fairilu.
Aurora (オーロラ Ōrora?)
Seiyū: Tomoyo Kurosawa
Una aurora fairilu.
Kumomo (くもも Kumomo?)
Seiyū: Atsushi Abe
Una nube de Fairilu.
Rainbow (レインボー Reinbō?)
Seiyū: Rina Hidaka
Un arcoíris de Fairilu.
Star (スター Sutā?)
Seiyū: Toshiki Masuda
Una estrella de Fairilu.
Oyuki (おゆき Oyuki?)
Seiyū: Yuka Nishigaki
Un Fairilu de nieve .
Noumu (ノーム Nōmu?)
Seiyū: Megumi Toyoguchi
Una densa niebla de Fairilu.
Wind (ウィンド Windo?)
Seiyū: Aina Kusuda
Un viento fairilu.

### Ikemen de Fairilu
Tora (トラ Tora?)
Seiyū: Miho Wataya
Un titan arum fairilu.
Rafflé (ラフレ Rafure?)
Seiyū: Megumi Toyoguchi
Una rafflesia fairilu.
Haetori (ハエトリー Haetorī?)
Seiyū: Masahito Yabe
Una trampa de venus Fairilu.
Ojigisou (おじぎそう Ojigisō?)
Seiyū: Natsuki Hanae
Una planta sensacional de Fairilu.
Sabobon (サボボン Sabobon?)
Seiyū: Toru Sakurai
Un cactus Fairilu.
Utsubon (ウツボン Utsubon?)
Seiyū: Saki Ogasawara
Una jarra de la planta de Fairilu.
Durian (ドリアン Dorian?)
Seiyū: Misaki Kuno
Un durian fairilu.

### Estrella de Fairilu
Spica (スピカ Supika?)
Seiyū: Ari Ozawa
Una estrella de Spica púrpura Fairilu.
En la temporada 3, se convirtió en uno de los personajes principales. Ella actúa como la hermana mayor de Lip.
Vega (ベガ Bega?)
Seiyū: Rina Hidaka
Una estrella vega de fairilu.
Sirius (シリウス Sirius?)
Seiyū: Kazuyuki Okitsu
Una estrella de Sirius Fairilu.
Procyon (プロキオン Purokion?)
Seiyū: Tsubasa Yonaga
Una estrella de Procyon Fairilu.

### Frutas de Fairilu
Ringo (りんご Ringo?)
Seiyū: Satomi Satō
Una manzana de Fairilu.
Momo (モモ Momo?)
Seiyū: Aya Uchida
Un melocotón de Fairilu.
Lemon (レモン Remon?)
Seiyū: Rina Hidaka
Un limón Fairilu.
Blueberry (ブルーベリー Burūberī?)
Seiyū: Aina Kusuda
Un arándano de Fairilu.
Strawberry (ストロベリー Sutoroberī?)
Seiyū: Toshiki Masuda
Una fresa de Fairilu.
Pine (パイン Pain?)
Seiyū: Yūsuke Kobayashi
Un Fairilu De Piña .
Zakuro (ザクロ Zakuro?)
Seiyū: Yumiri Hanamori
Una granada de Fairilu.
Sweetie (スウィーティー Suwītī?)
Seiyū: Yusuke Shirai
Un Fairilu Oroblanco.
Sakku (さっくー Sakkū?)  y Ranbo (らんぼー Ranbō?)
Seiyū: Mamiko Noto
Un par de gemelos de cereza Fairilu.

### Leyenda de Fairilu
Fairilu Gole (フェアリルゴール Fearīru Gōru?)
Seiyū: Yusuke Shirai
Supervisor de todos los Fairilus. Originalmente llamado Ren, es un lirio de agua Fairilu.
En la temporada 3, aparece en su forma infantil como Ren y es amigo de Lip and Co.
Fairilu Marge (フェアリルマージ Feariru Māji?)
Seiyū: Megumi Toyoguchi
Directora de la escuela Saint Fairilu. Originalmente llamada Sonia, es una sandersonia Fairilu.
Kirara (きらら Kirara?)  y Yurara (ゆらら Yurara?)
Seiyū: Saki Ogasawara y Yui Watanabe
Un par de gemelos Fairilu unicornio .
Powawa (ぽわわ Powawa?)
Seiyū: Misaki Kuno
Un Perro Powa-Powa. Él es la mascota de Lip.
Powalisa (ポワリザ Powariza?)
Seiyū: Shirori Mizutani (T1) → Mamiko Noto (T2)
Un Perro Powa-Powa. Ella es la mascota de Rose.
Profesor Bokkuri (ぼっくり先生 Bokkuri sensei?)
Seiyū: Masahito Yabe
Una piña de Fairilu.
Omatsu-san (おまつさん Omatsu-san?)
Seiyū: Miho Wataya
Una piña de Fairilu. Ella es la esposa de Bokkuri.
Profesor Kingyo (きんぎょ先生 Kingyo sensei?)
Seiyū: Saki Ogasawara
Un pez de colores Fairilu.
Profesor Leon (レオン先生 Reon sensei?)
Seiyū: Atsushi Abe
Un camaleón de Fairilu.
Madame Neko (ネコ夫人 Neko fujin?)
Seiyū: Aina Kusuda
Un British Shorthair Fairilu.

### Humanos

#### 1.ª y 2.ª serie
Nozomu Hanamura (花村 望 Hanamura Nozomu?)
Seiyū: Natsuki Hanae
El principal protagonista humano de la temporada 1, es un amable y gentil estudiante de secundaria de 12 años (13 en la temporada 2) que busca la existencia de Fairilu después de que su abuela le regaló un libro ilustrado sobre ellos. Aparte del primer episodio, nunca tuvo contacto directo con ellos hasta el episodio 55, cuando finalmente se encuentra con Lip nuevamente.
En la temporada 3, aparece como un Fairilu llamado Drop . Como su ser humano, está enamorado de Lip.
Karen Hanamura (花村 かれん Hanamura Karen?)
Seiyū: Mamiko Noto
La hermana menor de Nozomu, se estrena y es la principal protagonista humana de la temporada 2. Estaba en un hospital de un país extranjero cuando descubrió la Semilla Fairilu de Rin, que parecía animarla, y ella la apreciaba. Más tarde, en Little Fairilu, donde la semilla de Rin fue devuelta para dejarla nacer en el mundo, la animó a abrir la Puerta de Nacimiento y, finalmente, Rin tuvo éxito.

#### 3.ª serie
Arisu Hanazono (花園 ありす Hanazono Arisu?)
Seiyū: Emiri Iwai
La principal protagonista humana de la temporada 3, es una estudiante de secundaria que siempre está preocupada. Como estudiante transferida y no es buena para hablar con los demás, no puede hacer amigos fácilmente. Un día descubrió el péndulo mágico y un libro mágico en una tienda de comestibles, lo que la hizo conocer a Lip y Spica y fue a Little Fairilu con ellos.

## Medios de comunicación

### Mercancías
La franquicia se anunció por primera vez en la Conferencia de prensa el 11 de diciembre de 2015 como el segundo trabajo de colaboración entre Sanrio y Sega Sammy Holdings, destinado a las mujeres más jóvenes de la demografía. También se reveló que la serie tendrá temas relacionados con flores y llaves, así como sirenas e insectos con personajes oficialmente basados en dichos temas. La mercancía de la serie está planificada oficialmente, incluyendo papelería, juguetes, impermeables, ropa y más, y se lanzó en marzo de 2016. En los juegos, la serie aparecerá en la próxima entrega del juego Apron of Magic Arcade. Más información de la franquicia se dio a conocer en la Expo 2016 de Sanrio el 30 de enero de 2016, que incluye la forma de labio de la mascota de Sanrio Puroland, así como también la mercancía revelada.

### Anime
Una adaptación al anime de la serie, titulada Rilu Rilu Fairilu ~ Yousei no Door ~ (リルリルフェアリル～妖精のドア～ Riru Riru Feariru ~ Yōsei no doa ~?, "Rilu Rilu Fairilu ~ The Fairy's Door ~") ル está oficialmente animada por Studio DEEN y comenzó a transmitirse en todas las estaciones de TXN en Japón el 6 de febrero de 2016, en reemplazo de Jewelpet Magical Change: Dream Selection en su Horario inicial, y finalizó el 25 de marzo de 2017. Está dirigido por Sakura Gojō y escrito por Aya Matsui ( Boys Over Flowers, Marmalade Boy, Tamagotchi! ). El tema de apertura del anime se titula Brand New Days del grupo pop coreano Apink como su quinto single japonés. El primer tema final se titula Key of Life por Shiggy Jr, el segundo se titula Kera Kera Acchi Muite Hoi! (ケラケラあっちむいてホイ!?  "Kera Kera Face that Way!") ( Japonés :   ラ て!, "Kera Kera Face That Way!") De Kera Kera, y el tercero se titula Rilu Rilu Wonderful Girl! (りるりるわんだふるがーる！ Riru Riru Wandafuru Gāru!?) ( Japonés :   る ,   Hepburn :   Riru Riru Wandafuru Gāru! ) por Yumiri Hanamori, Rina Hidaka, Aya Uchida y Aina Kusuda como Lip, Sumire, Himawari y Rose.
Una secuela, titulada Rilu Rilu Fairilu ~ Mahou no Kagami ~ (リルリルフェアリル～魔法の鏡～ Riru Riru Feariru ~ Mahō no kagami ~?, "Rilu Rilu Fairilu ~ The Magic Mirror ~") ル fue anunciado por Sanrio a través de la cuenta oficial de Anime en Twitter, comenzó a transmitirse el 7 de abril de 2017 y finalizó el 30 de marzo de 2018. Está dirigido por Sakura Gojō y Nana Imanaka, escrito por Akemi Omode. El primer tema de apertura de esta serie se titula Papipupe Pon! (ぱぴぷぺPON!?) ( Japonés :   ぱ ぴ ぷ ぺ PON! ) por el grupo de chicas Apink como su séptimo single japonés junto con su canción "Bye Bye", y el segundo se titula Sakura Saku Aoi Haru (さくら咲く青い春?  "Sakura Blooming Blue Spring")  de Silent Siren . El primer tema final es titulado Onegai Roji (お願いロジー?)  por Q-pitch, y el segundo se titula Fairy Smile (フェアリースマイル Fearī Sumairu?)  por el mismo grupo.
Una tercera temporada, titulada Oshiete Mahou no Pendulum ~ Rilu Rilu Fairilu ~ (おしえて魔法のペンデュラム～リルリルフェアリル～ Oshiete mahō no penduramu ~ Riru Riru Feariru ~?, "Tell Me, Magical Pendulum ~ Rilu Rilu Fairilu ~") デュラムル comenzó a emitirse en Kids Station, Animax y Tokyo MX, y las fechas de estreno son el 7 de julio, 8 de julio y 15 de julio de 2018. respectivamente. Terminó el 5 de enero de 2019 para la más temprana. Está dirigida por Chisei Maeda y escrita por Akemi Omode. El tema de apertura del anime se titula Oshiete Mahou no Pendulum (おしえて魔法のペンデュラム?  "Tell Me, Magical Pendulum")  de Yumiri Hanamori y Ari Ozawa como Lip and Spica. El tema final se titula "Suki" no Katachi ("好き"のカタチ?  "Shape of Love")  de Yumiri Hanamori como Lip. 